# Sanrio

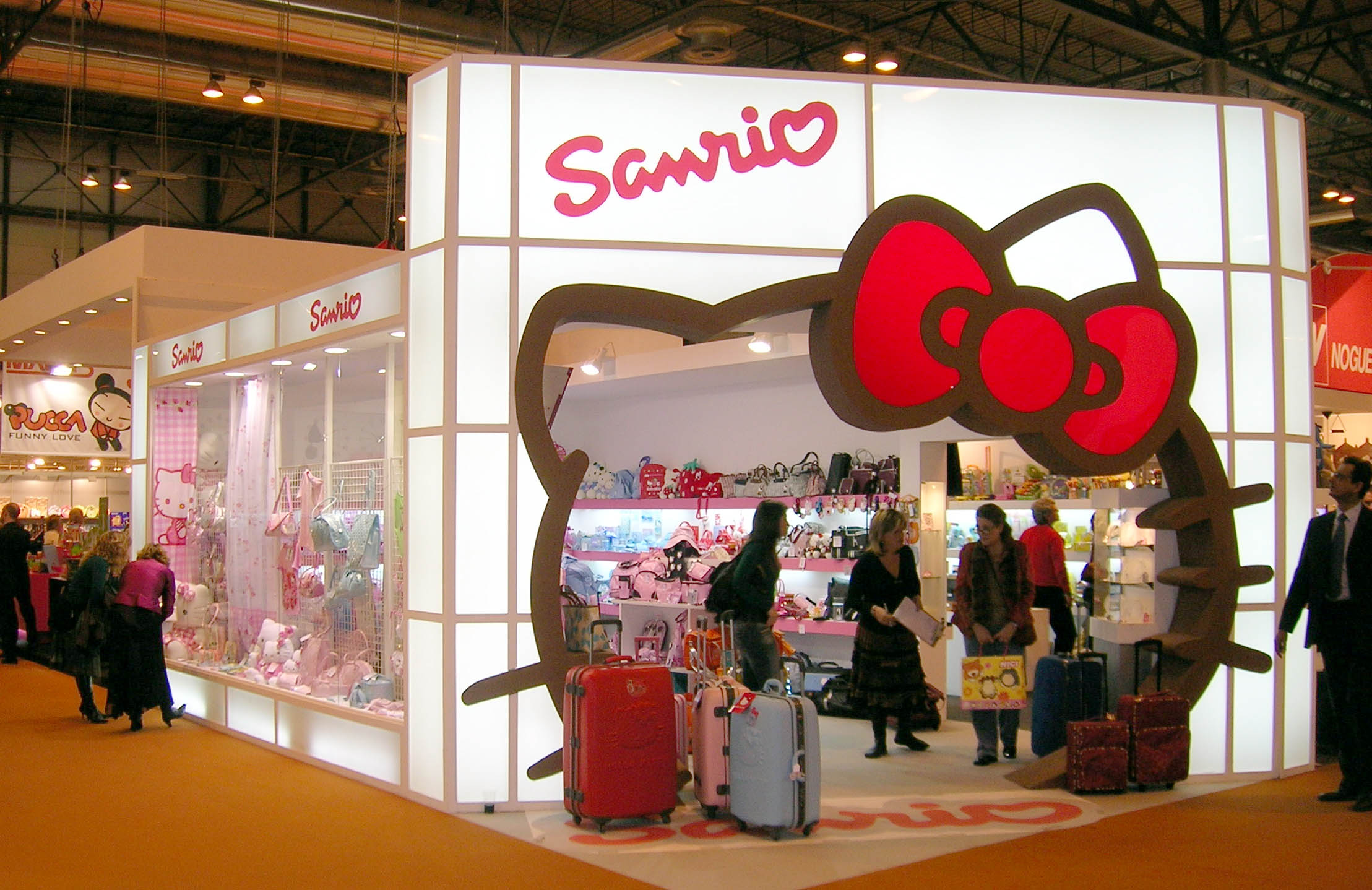
Stand di "Hello Kitty" ad una fiera a Madrid, Spagna

La Sanrio co., Ltd Sanrio Co., Ltd. (株式会社サンリオ?, Kabushiki-kaisha Sanrio) è un'azienda giapponese, specializzata nella creazione di personaggi e della relativa commercializzazione.
Il prodotto maggiormente conosciuto è il personaggio di Hello Kitty, creato nei primi anni settanta.

## Storia
L'azienda fu fondata nel 1960 da Shintaro Tsuji sotto il nome di Yamanashi Silk Company con un capitale iniziale di 1 000 000 di yen. La società era specializzata nella distribuzione di tessuti (principalmente seta) e articoli da regalo e principalmente attiva nella prefettura di Yamanashi, in Giappone.
Nel 1961 la linea commerciale in generale non dava alcun profitto utile; l'unica eccezione era individuata in una gamma di sandali su cui veniva apposto un particolare motivo floreale.
Dal 1962 la divisione dedicata ai tessuti venne abbandonata in funzione di articoli per la casa con motivi "kawaii" (carini e simpatici). Tra i disegni kawaii furono più incisivi quello di una fragola stilizzata e quelli creati grazie a una collaborazione con artisti quali Aya Mizumori e Takashi Yanase.
A partire dal 1969 e in modo definitivo nel 1973, l'azienda cambia il nome in Sanrio Co. Ltd. (talvolta abbreviato in Sanrio) con la scelta di produrre dei propri motivi e disegni. In tale contesto nel 1974 Yūko Shimizu crea quella che sarà la mascotte dell'azienda: Hello Kitty. Il personaggio è una gatta antropomorfa contraddistinta da un fiocco rosso sulla fronte destra e conferirà la fama internazionale alla società. Tra i personaggi creati dalla Sanrio durante gli anni si ricordano: The Little Twin Stars, My Melody, Keroppi, Tuxedo Sam, Badtz-Maru, Chococat, Cinnamoroll, Sugarbunnies, Jewelpet and Wish me mell.
Nel 1977, Sanrio ha fondato una consociata interamente controllata, Sanrio Music Publishing Co., Ltd. ed è entrata nel mondo della musica.
Nel 1976 viene aperta la prima sede nel continente nordamericano (Stati Uniti), nel 1980 nel continente europeo (Germania, Germania Ovest) e nel 1987 nel continente sud-americano (Brasile).
Nel 1977 il documentario "Who Are the DeBolts? And Where Did They Get Nineteen Kids?" viene premiato con il Premio Oscar nella categoria "Miglior documentario".
Nel 1990 apre il primo parco a tema Sanrio, Sanrio Puroland, nel quartiere Tama New Town di Tokyo, in Giappone.
Il 22 dicembre 2015, vengono messi online i dati di 3,3 milioni di utenti registrati ai siti: sanriotown.com, hellokitty.com, hellokitty.com.sg, hellokitty.com.my, hellokitty.in.th e mymelody.com a seguito di un attacco informatico.
Nel giugno 2020, il presidente Shintaro Tsuji, dopo 60 anni di attività, passa le redini dell'azienda al nipote Tomokuni Tsuji.

## Filmografia

### Film d'animazione
- Little Jumbo (Chiisana Jumbo), regia di Masami Hata e Toshio Hirata (1977)
- The Mouse and His Child (Oyaro Nezumi no Fushigina Tabi), regia di Charles Swenson e Fred Wolf (1977)
- Ringing Bell (Chirin no Suzu), regia di Masami Hata (1978)
- Nutcracker Fantasy (Kurumiwari Ningyo), regia di Takeo Nakamura (1979)
- Unico (Kuroi Kumo Shiroi Hane), regia di Toshio Hirata (1979)
- Metamorphoses (Hoshi no Orpheus), regia di Takashi Masunaga (1979)
- The Fantastic Adventures of Unico (Unico), regia di Toshio Hirata e Osamu Tezuka (1981)
- The Sea Prince and the Fire Child (Sirius no Densetsu), regia di Masami Hata (1981)
- The Ideon: A Contact (Densetsu kyojin Ideon - Sesshoku hen), regia di Toshifumi Takizawa (1982)
- The Ideon: Be Invoked (Densetsu kyojin Ideon - Hatsudou hen), regia di Toshifumi Takizawa (1982)
- Unico in the Island of Magic (Yuniko: Maho no Shima he), regia di Moribi Murano (1983)
- Oshin, regia di Eiichi Yamamoto (1984)
- A Journey Through Fairyland (Yosei Florence), regia di Masami Hata (1985)
- Sanrio Anime Festival
  - My Melody no Akazukin (1989)
  - Hello Kitty no Cinderella (1989)
  - Kiki to Lala no Aoi Tori (1989)
  - Pokopon no Yukai na Saiyuuki (1990)
  - Hello Kitty no Oyayubi Hime (1990)
  - Kero Kero Keroppi no Daibouken: Fushigi na Mame no ki (1990)
  - Kero Kero Keroppi no Sanjuushi (1991)
  - Hello Kitty no Mahou no Mori no Ohime-sama (1991)
  - Tabo no Ryuuguu Hoshi Dai Tanken (1991)
  - Hello Kitty no Minna no Mori o Mamore! (1996)
  - Kero Kero Keroppi no Bikkuri! Obake Yashiki (1996)
  - Bad Batzmaru no Ore no Pochi Sekaiichi (1996)
- Mouse Story: George and Gerald's Adventure (Nezumi Monogatari: George To Gerald no Bouken), regia di Masami Hata (2007)
- Cinnamoroll: The Movie, regia di Gisaburô Sugii (2007)
- Eiga Jewelpet - Sweets Dance Princess (Eiga Juerupetto - Suwītsu Dansu Purinsesu), regia di Hiroaki Sakurai (2012)
- Onegai My Melody: Yū & Ai (Onegai Mai Merodi - Yū & Ai), regia di Yasuyuki Noda (2012)
- Gō-chan and his Forest Friends Moko & Marvelous Creatures (Gou-chan. Moko to Chinjuu no Mori no Nakamatachi), regia di Tetsuo Yasumi (2017)
- Gō-chan Moco and the Promise Made on the Ice (Gou chan Moko to Koori no Ue no Yakusoku), regia di Tetsuo Yasumi e Minetarō Hirai (2018)

### Serie animate
- Button Nose (Yume no Hoshi no Boton Nōzu) (1985)
- Hello Kitty's Furry Tale Theater (1987)
- Le fiabe di Hello Kitty (Sanrio Animation Series) (1989-1998)
- Hello Kitty (Daisuki! Harō Kiti) (1993)
- Flint - A spasso nel tempo (Jikū Tantei Genshi-kun) (1998)
- Hello Kitty's Paradise (Kitizu Paradaisu) (1999)
- Il teatrino delle fiabe di Hello Kitty (Sanrio anime sekai meisaku gekijō) (2001)
- Il villaggio di Hello Kitty (Harō Kiti no Sutanpu Virejji) (2005)
- Onegai My Melody (2005)
- U*SA*HA*NA: Dream Ballerina (U*Sa*Ha*Na: Yumemiru Ballerina) (2006)
- Hello Kitty - Alla ricerca delle mele magiche (Harō Kiti ringo no mōri no Fantajīj) (2006)
- Onegai My Melody ~KuruKuru Shuffle!~ (2006)
- Hello Kitty - Il bosco dei misteri (Harō Kitty - No Ringo No Mori No Misuterii) (2007)
- Sugarbunnies (Shugābanīzu) (2007)
- Onegai My Melody Sukkiri♪
- Hello Kitty - Parallel Town (Harō Kiti ringo no mōri to Parareru Taun) (2007)
- Sugarbunnies Chocolat! (2008)
- Onegai My Melody Kirara★ (2008)
- The Mr. Men Show (2008)
- Sugarbunnies Fleur (2009)
- Jewelpet (2009)
- Jewelpet Twinkle (2010)
- Jewelpet Sunshine (2011)
- Jewelpet Kira Deco! (2012)
- Jewelpet Happiness (2013)
- Lady Jewelpet (2014)
- Show by Rock!! (2015)
- Jewelpet: Magical Change (2015)
- Rilu Rilu Fairilu ~ Yousei no Door ~ (2016)
- Show by Rock!! Short!! (2016)
- Show by Rock!!# (2016)
- Rilu Rilu Fairilu ~ Mahou no Kagami ~ (2017)
- Sanrio danshi (2018)
- Aggretsuko (2018–presente)
- Oshiete Mahou no Pendulum ~ Rilu Rilu Fairilu ~ (2018)
- Show by Rock!! Mashumairesh!! (2020)
- Mewkledreamy (Myūkurudorīmī) (2020)
- Hello Kitty and Friends Supercute Adventures (2021)
- My Melody & Kuromi (2025)

### Lungometraggi e documentari
- Who Are the DeBolts? And Where Did They Get Nineteen Kids?, regia di John Korty –documentario (1977)
- Olly Olly Oxen Free, regia di Richard A. Colla (1978)
- The Glacier Fox (Kita-Kitsune Monogatari), regia di Koreyoshi Kurahara – documentario (1978)
- Una storia africana (Afurika Monogatari), regia di Susumu Hani e Simon Trevor (1980)
- Don't Cry, It's Only Thunder, regia di Peter Werner (1981)

## Attività editoriale
Dal 1975 viene pubblicata la rivista mensile di punta della Sanrio, il The Stawberry News (titolo giapponese: Ichigo Shinbun). Informa sulle prossime uscite editoriali, premia (attraverso un apposito contest chiamato Sanrio Character Award) il personaggio più influente e la miglior fan-art.
Altre pubblicazioni significative pubblicate nel corso degli anni:
- 詩とメルヘン (lett. "Poesia e fiaba"). A cura del fumettista Takashi Yanase e attiva tra il 1973 e il 2003, si proponeva l'illustrazione di poesie, fiabe e favole nipponiche[6].
- Lyrica (titolo giapponese: リリカ). Attiva nel periodo 1975 -1982, era una raccolta, con uscita mensile, di manga tratti dalle serie e film d'animazione della Sanrio, come per esempio soprattutto "Metamorphoses"[7]. Per estendere l'opera a un eventuale pubblico internazionale furono adottate delle scelte atipiche rispetto al tradizionale manga giapponese: pagine con rilegatura da sinistra e colorate (quindi non monocromatiche, come avviene invece solitamente nei manga).

Inoltre tra il 1978 e il 1987, sotto il nome di Sanrio SF Bunko, furono pubblicati classici della letteratura new age (sottogenere della fantascienza). Tra le opere pubblicate vi furono i romanzi di Philip K. Dick e Ursula K. Le Guin.
Tutte le opere e pubblicazioni sopracitate avevano/hanno una diffusione limitata nel Giappone.

## Riconoscimenti
- Premio Oscar
  - 1977 - Miglior documentario per Who Are the DeBolts? And Where Did They Get Nineteen Kids?